# Дієго Рівас (футболіст, 1980)
Дієго Рівас (ісп. Diego Rivas; нар. 27 квітня 1980, Сьюдад-Реаль) — іспанський футболіст, що грав на позиції півзахисника.

## Ігрова кар'єра
У дорослому футболі дебютував 1999 року виступами за «Атлетіко Мадрид Б», в якій провів три сезони. Сезон 2002/03 провів в оренді в друголіговому «Хетафе», після чого нарешті дебютував в іграх за головну команду «Атлетіко», у складі якої взяв участь у трьох іграх Ла-Ліги.
У складі «Атлетіко» не закріпився і на початку 2004 року повернувся до «Хетафе» вже на умовах повноцінного контракту. Того ж року допоміг команді здобути підвищення в класі до Ла-Ліги і наступні два сезони відіграв в елітному іспанському дивізіоні.
Наступним клубом гравця був «Реал Сосьєдад», де він виступав з 2006 по 2011 рік. За цей же період встиг пограти в оренди за «Кадіс» в сезоні 2007/08.
Протягом 2011—2015 років захищав кольори клубів Сегунди «Еркулес», «Ейбар» та «Льягостера», після чого завершував кар'єру у нижчолігових «Сокуельямос» та «Манчего».